# Jeroen Dijsselbloem
Jeroen René Victor Anton Dijsselbloem (Eindhoven, 29 de març de 1966) és un polític neerlandès. Des del 5 de novembre de 2012 ha estat el Ministre de Finances del govern Rutte II i des del 21 de gener de 2013 ha estat el president de l'Eurogrup. Entre el 20 de novembre de 2002 i el 5 de novembre de 2012 va ser diputat a la Tweede Kamer (cambra baixa del parlament neerlandès).

## Biografia
Jeroen Dijsselbloem va acabar els estudis d'economia agrícola a la Universitat de Wageningen l'any 1991. Després va treballar com a assistent de la delegació europea i el grup parlamentari del Partit del Treball. Entre el 1996 i el 2000 va treballar al Ministeri d'Agricultura, Natura i Pesca.
L'any 2007, Dijsselbloem va liderar la Commissie-Dijsselbloem, una comissió parlamentària de recerca per les reformes d'educació. El 13 de febrer de 2008 la comissió va presentar els seus resultats.
Després de la dimissió de Job Cohen, l'aleshores líder del Partit del Treball, Dijsselbloem va ser des del 20 de febrer de 2012 el líder del grup parlementari per substitució. Per les Eleccions legislatives neerlandeses de 2012, Dijsselbloem va ser el número 5 de la llista i va ser elegit. El 5 de novembre de 2012, Dijsselbloem va esdevenir el Ministre de Finances del govern Rutte II. Des de mitjans de desembre de 2012 el seu nom va començar a sonar per succeir a Jean-Claude Juncker com a president de l'Eurogrup. El 18 de gener de 2013, Dijsselbloem va ser l'únic candidat oficial i el 21 de gener de 2013 va ser elegit.
L'1 de febrer de 2013 va nacionalitzar el banc SNS REAAL.